# Латен
Латен (нем. Lathen) — община в Германии, в земле Нижняя Саксония.
Входит в состав района Эмсланд. Подчиняется управлению Латен. Население составляет 5985 человек (на 31 декабря 2010 года). Занимает площадь 38,02 км².
Коммуна подразделяется на 5 сельских округов.

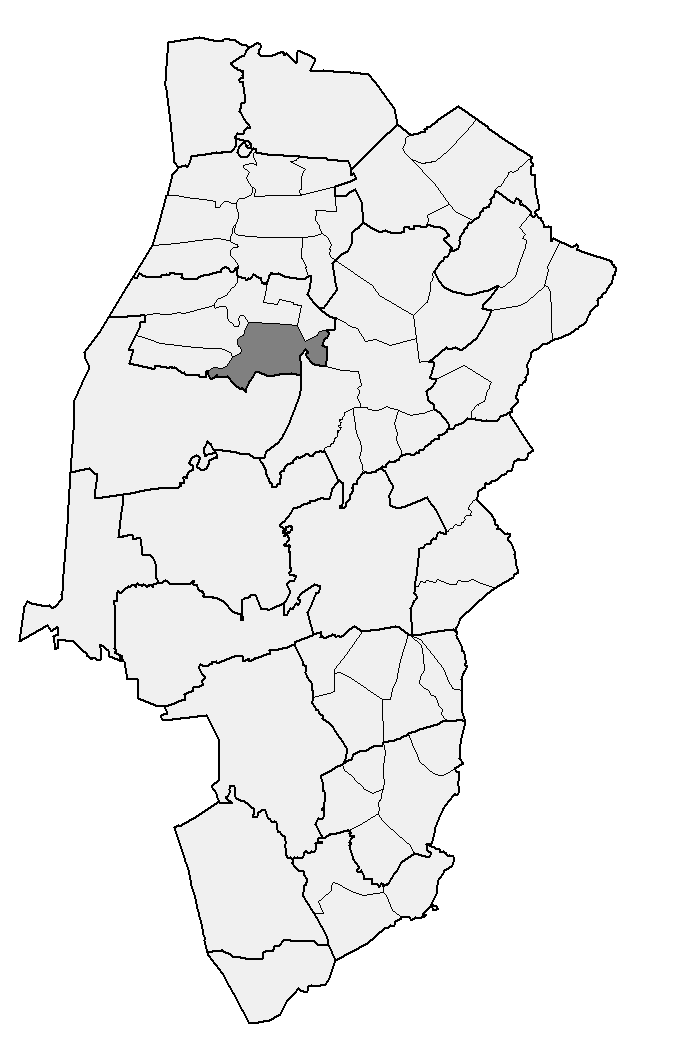
Латен

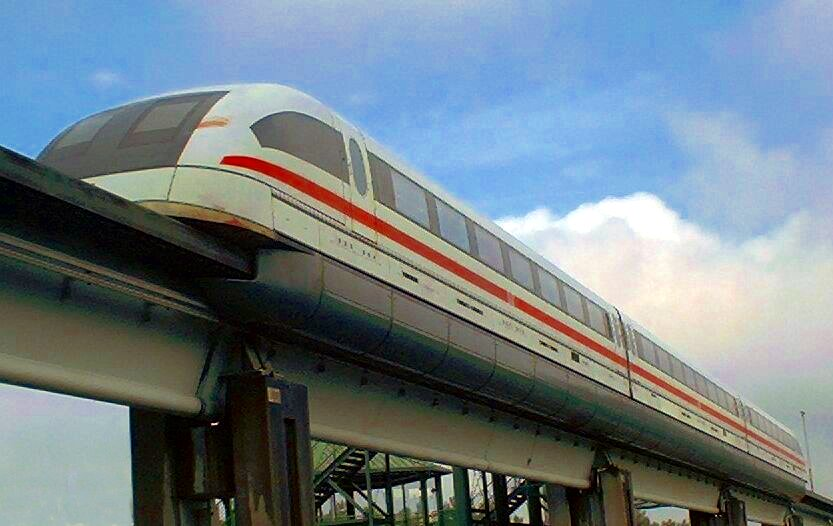
Латен